# M52 (天体)
座標:  23h 24m 48.0s, +61° 35′ 36″
M52（NGC 7654） はカシオペヤ座にある散開星団。

## 概要
約200個の若い星からなる。この星団の集中度は1立方パーセクあたり55.7個であり、M11と同程度で散開星団としてはまばらな方である。全体の形は不正形の半円とか、不正三角形とか、東南を指す細い矢（ジョーンズ）などと表現されている。マラスは針の姿に見立てた。鳥の形に見る人もいる。
双眼鏡では星雲状に見えその中に僅かばかりの星が浮かんでいる。口径6cmの望遠鏡では微星がはっきりしてくる。口径10cmの望遠鏡では更に多くの星を分離でき、明るくびっしりと星が集まっている様子がわかる。全部の星を分離するには口径30cm程度の望遠鏡を必要とする。

## 観測史
1774年9月7日に、フランスの天文学者シャルル・メシエがモンテーニュ彗星 (C/1774 P1) を観測中に発見した。メシエは「非常に微かな星の集まり。星雲状物質を交え、普通の色消し望遠鏡で見える」と記している。ジョン・ハーシェルは「大きく星数が多く、丸く集中している。星の等級は9～13等」と記した。スミスは「乱雑に星がまかれているが、三角形を作る星の頂点に、橙色の星が置かれ、羽を伸ばした鳥のようである。7～8等級の星2個が先行し、他の同じぐらい明るい星が後続する」と記した。ウェッブは「不規則。よくあることだが橙の星がある」とした。